# Liste der deutschen Teilnehmer an europäischen Vereinswettbewerben im Eishockey
Die Liste der deutschen Teilnehmer an europäischen Vereinswettbewerben im Eishockey bietet einen Überblick über die aus Deutschland kommenden Teilnehmer der europäischen Eishockeywettbewerbe an.

## Europapokal
Für den Eishockey-Europapokal (1965 bis 1996) waren die jeweiligen Landesmeister qualifiziert
| Saison  | BRD                       | BRD                             | DDR                  | DDR             |
| Saison  | Teilnehmer                | Ergebnis                        | Teilnehmer           | Ergebnis        |
| ------- | ------------------------- | ------------------------------- | -------------------- | --------------- |
| 1965/66 | EV Füssen                 | 2. Platz                        | keine Teilnahme      | keine Teilnahme |
| 1966/67 | EC Bad Tölz               | 1. Runde                        | SC Dynamo Berlin     | 2. Runde        |
| 1967/68 | Düsseldorfer EG           | 2. Runde                        | SC Dynamo Berlin     | Halbfinale      |
| 1968/69 | EV Füssen                 | 2. Runde                        | SC Dynamo Berlin     | Halbfinale      |
| 1969/70 | EV Füssen                 | 2. Runde                        | SG Dynamo Weißwasser | 2. Runde        |
| 1970/71 | EV Landshut               | 1. Runde, disqualifiziert       | SG Dynamo Weißwasser | Viertelfinale   |
| 1971/72 | EV Füssen                 | Viertelfinale                   | SG Dynamo Weißwasser | Halbfinale      |
| 1972/73 | Düsseldorfer EG           | Halbfinale                      | SG Dynamo Weißwasser | Viertelfinale   |
| 1973/74 | EV Füssen                 | 2. Runde                        | SG Dynamo Weißwasser | 1. Runde        |
| 1974/75 | Berliner Schlittschuhclub | Viertelfinale                   | SG Dynamo Weißwasser | Halbfinale      |
| 1975/76 | Düsseldorfer EG           | Halbfinale                      | SG Dynamo Weißwasser | Viertelfinale   |
| 1976/77 | Berliner Schlittschuhclub | Viertelfinale                   | SC Dynamo Berlin     | 2. Runde        |
| 1978/79 | Kölner EC                 | 3. Runde                        | SC Dynamo Berlin     | Halbfinale      |
| 1978/79 | SC Riessersee             | 3. Runde                        | SC Dynamo Berlin     | 1. Runde        |
| 1979/80 | Kölner EC                 | Viertelfinale                   | SC Dynamo Berlin     | Viertelfinale   |
| 1980/81 | Mannheimer ERC            | Viertelfinale                   | SC Dynamo Berlin     | Viertelfinale   |
| 1981/82 | SC Riessersee             | 3. Platz                        | SG Dynamo Weißwasser | Viertelfinale   |
| 1982/83 | SB DJK Rosenheim          | 4. Platz                        | SC Dynamo Berlin     | 2. Runde        |
| 1983/84 | EV Landshut               | Viertelfinale                   | SC Dynamo Berlin     | 3. Platz        |
| 1984/85 | Kölner EC                 | 2. Platz                        | SC Dynamo Berlin     | 3. Runde        |
| 1985/86 | SB DJK Rosenheim          | 3. Platz                        | SC Dynamo Berlin     | 2. Runde        |
| 1986/87 | Kölner EC                 | Viertelfinale                   | SC Dynamo Berlin     | 2. Runde        |
| 1987/88 | Kölner EC                 | Vorrunde                        | SC Dynamo Berlin     | Vorrunde        |
| 1988/89 | Kölner EC                 | 3. Platz                        | SC Dynamo Berlin     | Vorrunde        |
| 1989/90 | SB DJK Rosenheim          | 4. Platz                        | SG Dynamo Weißwasser | Vorrunde        |
| 1990    | Düsseldorfer EG           | 5. Platz                        |                      |                 |
| 1991    | Düsseldorfer EG           | 2. Platz                        |                      |                 |
| 1992    | Düsseldorfer EG           | Finalturnier                    |                      |                 |
| 1993    | Düsseldorfer EG           | Finalturnier                    |                      |                 |
| 1994    | Maddogs München           | Qualifiziert für Finalturnier * |                      |                 |
| 1995    | Kölner Haie               | 2. Platz                        |                      |                 |
| 1996    | Düsseldorfer EG           | 3. Platz                        |                      |                 |

### Überblick
| Mannschaft                | Teilnahmen | Spiele | Siege | Remis | Niederlagen | Tore    |
| ------------------------- | ---------- | ------ | ----- | ----- | ----------- | ------- |
| EC Bad Tölz               | 1          | 4      | 1     | 1     | 2           | 13:014  |
| SC Dynamo Berlin          | 15         | 63     | 27    | 8     | 28          | 296:276 |
| Berliner Schlittschuhclub | 2          | 12     | 6     | 0     | 6           | 53:038  |
| Düsseldorfer EG           | 8          | 41     | 23    | 3     | 15          | 227:148 |
| EV Füssen                 | 5          | 24     | 9     | 3     | 12          | 110:087 |
| Kölner EC                 | 7          | 30     | 18    | 1     | 11          | 180:126 |
| EV Landshut               | 2          | 3      | 2     | 0     | 1           | 10:010  |
| Mannheimer ERC            | 1          | 4      | 2     | 0     | 2           | 22:018  |
| Maddogs München           | 1          | 3      | 3     | 0     | 0           | 013:008 |
| SC Riessersee             | 2          | 9      | 5     | 1     | 3           | 47:042  |
| SB Rosenheim              | 3          | 20     | 8     | 4     | 9           | 89:084  |
| SG Dynamo Weißwasser      | 9          | 45     | 28    | 1     | 16          | 254:152 |

## European Hockey League
An der European Hockey League (1996 bis 2000) nahmen die zwei bis drei besten Mannschaften der DEL teil (außer 1996, als der Meister im Europapokal startete).
| Saison  | Teilnehmer          | Ergebnis         |
| ------- | ------------------- | ---------------- |
| 1996/97 | Kölner Haie         | Gruppenphase 2.  |
| 1996/97 | Berlin Capitals     | Gruppenphase 3.  |
| 1997/98 | Kölner Haie         | Gruppenphase 2.  |
| 1997/98 | Kassel Huskies      | Gruppenphase 3.  |
| 1997/98 | Adler Mannheim      | Gruppenphase 3.  |
| 1998/99 | Eisbären Berlin     | Platz 3          |
| 1998/99 | Adler Mannheim      | Zwischenrunde 3. |
| 1998/99 | Frankfurt Lions     | Gruppenphase 4.  |
| 1999/00 | Nürnberg Ice Tigers | Viertelfinale    |
| 1999/00 | Adler Mannheim      | Gruppenphase 4.  |

## IIHF European Champions Cup
Einziger deutscher Teilnehmer des IIHF European Champions Cup (2005 bis 2008) war 2005 der deutsche Meister Frankfurt Lions, die in der Gruppenphase den 3. Platz belegten.

## Champions Hockey League 2008/09
An der nur einmal ausgetragenen Champions Hockey League 2008/09 nahm der deutsche Meister Eisbären Berlin teil, der in der Gruppenphase den zweiten Platz belegte. Der Vizemeister Nürnberg Ice Tigers scheiterte im Qualifikationsturnier.

## European Trophy
Die European Trophy war ein von den beteiligten Clubs ausgespielter privater Wettbewerb, der jedoch in der Regel die besten Mannschaften der stärksten acht europäischen Ländern umfasste.
| Verein           | 2010   | 2011 | 2012 | 2013          |
| ---------------- | ------ | ---- | ---- | ------------- |
| Adler Mannheim   | 7.     | 3.   | 3.   | 4.            |
| Eisbären Berlin  | Sieger | 2.   | VF   | Finalturnier* |
| Hamburg Freezers | –      | –    | 3.   | 6.            |
| ERC Ingolstadt   | –      | –    | 4.   | 6.            |

## Champions Hockey League
Für die Champions Hockey League (seit 2014) qualifizieren sich der deutsche Meister sowie weitere deutsche Mannschaften nach ihrer Platzierung in der DEL. Bis einschließlich 2016/17 war zusätzlich dem ERC Ingolstadt, den Adlern Mannheim, den Eisbären Berlin und den Krefeld Pinguinen als Gründungsclubs ein Startplatz garantiert.
|                                | 2014/15   | 2015/16      | 2016/17      | 2017/18      | 2018/19   | 2019/20       | 2021/22          |
| ------------------------------ | --------- | ------------ | ------------ | ------------ | --------- | ------------- | ---------------- |
| Augsburger Panther             |           |              |              |              |           | Achtelfinale  |                  |
| Eisbären Berlin                | Gruppe 4. | Achtelfinale | Achtelfinale |              | Gruppe 3. |               | Gruppe 3.        |
| Fischtown Pinguins Bremerhaven |           |              |              |              |           |               | Gruppe 3.        |
| Düsseldorfer EG                |           | 1/16-Finale  |              |              |           |               |                  |
| Hamburg Freezers               | Gruppe 3. |              |              |              |           |               |                  |
| ERC Ingolstadt                 | Gruppe 4. | 1/16-Finale  | Gruppe 3.    |              |           |               |                  |
| Kölner Haie                    | Gruppe 4. |              |              |              |           |               |                  |
| Krefeld Pinguine               | Gruppe 4. | Gruppe 3.    | Gruppe 4.    |              |           |               |                  |
| Adler Mannheim                 | Gruppe 4. | 1/16-Finale  | Gruppe 3.    | Achtelfinale |           | Achtelfinale  | Achtelfinale     |
| EHC Red Bull München           |           |              | 1/16-Finale  | Achtelfinale | Finale    | Viertelfinale | mind. Halbfinale |
| Nürnberg Ice Tigers            |           |              |              |              | Gruppe 3. |               |                  |
| Grizzlys Wolfsburg             |           |              | 1/16-Finale  | Gruppe 3.    |           |               |                  |

### Überblick
Stand: 15. Dezember 2021 (nach Viertelfinale 2021/22)
|                                | Sp. | S  | S2 | U | N1 | N  | Tore    |
| ------------------------------ | --- | -- | -- | - | -- | -- | ------- |
| Augsburger Panther             | 8   | 2  | 2  | 1 | 3  | 0  | 21:19   |
| Eisbären Berlin                | 34  | 10 | 1  | 1 | 2  | 20 | 81:113  |
| Fischtown Pinguins Bremerhaven | 6   | 3  | 0  | 0 | 0  | 3  | 10:15   |
| Düsseldorfer EG                | 6   | 1  | 1  | 0 | 0  | 4  | 15:19   |
| Hamburg Freezers               | 6   | 1  | 0  | 0 | 0  | 5  | 08:21   |
| ERC Ingolstadt                 | 16  | 5  | 1  | 0 | 1  | 9  | 42:54   |
| Kölner Haie                    | 6   | 2  | 0  | 0 | 1  | 3  | 12:16   |
| Krefeld Pinguine               | 14  | 2  | 1  | 0 | 0  | 11 | 30:51   |
| Adler Mannheim                 | 40  | 17 | 4  | 1 | 1  | 17 | 107:94  |
| EHC Red Bull München           | 53  | 31 | 2  | 4 | 1  | 15 | 153:111 |
| Nürnberg Ice Tigers            | 6   | 2  | 1  | 0 | 0  | 3  | 17:25   |
| Grizzlys Wolfsburg             | 12  | 4  | 0  | 0 | 0  | 8  | 29:42   |

## IIHF Continental Cup
Der IIHF Continental Cup (seit 1997) gilt als zweithöchster Vereinswettbewerb im europäischen Eishockey. Seit 2015 nehmen keine deutschen Mannschaften mehr an der Wettbewerb teil.
| Saison  | Teilnehmer                     | Ergebnis         |
| ------- | ------------------------------ | ---------------- |
| 1997    | Eisbären Berlin                | Platz 2          |
| 1998    | Düsseldorfer EG                | Platz 4          |
| 1999    | Eisbären Berlin                | Platz 2          |
| 2000/01 | München Barons                 | Platz 4          |
| 2001/02 | ERC Ingolstadt                 | Dritte Runde, 4. |
|         |                                |                  |
| 2012/13 | Landshut Cannibals             | Dritte Runde, 4. |
|         |                                |                  |
| 2014/15 | Fischtown Pinguins Bremerhaven | Platz 2          |

## Statistik
Die folgenden Statistiken berücksichtigen nur die offiziellen europäischen Vereinswettbewerbe.

### Teilnahmen
| Mannschaft                       | EP | EHL | ECC | CHL 1 | CHL | CC | Summe |
| -------------------------------- | -- | --- | --- | ----- | --- | -- | ----- |
| Augsburger Panther               |    |     |     |       | 1   |    | 1     |
| EC Bad Tölz                      | 1  |     |     |       |     |    | 1     |
| SC Dynamo Berlin/Eisbären Berlin | 15 | 1   |     | 1     | 5   | 2  | 24    |
| Berliner SC                      | 2  |     |     |       |     |    | 2     |
| Berlin Capitals                  |    | 1   |     |       |     |    | 1     |
| Fischtown Pinguins Bremerhaven   |    |     |     |       | 1   | 1  | 2     |
| Düsseldorfer EG                  | 8  |     |     |       | 1   | 1  | 10    |
| Frankfurt Lions                  |    | 1   | 1   |       |     |    | 2     |
| EV Füssen                        | 5  |     |     |       |     |    | 5     |
| Hamburg Freezers                 |    |     |     |       | 1   |    | 1     |
| ERC Ingolstadt                   |    |     |     |       | 3   | 1  | 4     |
| Kassel Huskies                   |    | 1   |     |       |     |    | 1     |
| Kölner EC/Kölner Haie            | 7  | 2   |     |       | 1   |    | 10    |
| Krefeld Pinguine                 |    |     |     |       | 3   |    | 3     |
| EV Landshut                      | 2  |     |     |       |     | 1  | 3     |
| Mannheimer ERC/Adler Mannheim    | 1  | 3   |     |       | 6   |    | 10    |
| Maddogs München                  | 1  |     |     |       |     |    | 1     |
| München Barons                   |    |     |     |       |     | 1  | 1     |
| EHC Red Bull München             |    |     |     |       | 5   |    | 5     |
| Nürnberg Ice Tigers              |    | 1   |     | 1     | 1   |    | 3     |
| SC Riessersee                    | 2  |     |     |       |     |    | 2     |
| SB Rosenheim                     | 3  |     |     |       |     |    | 3     |
| SG Dynamo Weißwasser             | 9  |     |     |       |     |    | 9     |
| Grizzlys Wolfsburg               |    |     |     |       | 2   |    | 2     |

### Größte Erfolge
Noch nie konnte ein deutscher Eishockeyclub einen Europapokal gewinnen. Mehrmals wurden jedoch zweite und dritte Plätze erreicht (nicht gelistet sind die 2. bzw. 3. Plätze im zweitklassigen Continental Cup):
2. Platz
- Europapokal 1965/66: EV Füssen
- Europapokal 1984/85: Kölner Haie
- Europapokal 1991: Düsseldorfer EG
- Europapokal 1995: Kölner Haie
- CHL 2018/19: EHC Red Bull München

3. Platz
- Europapokal 1981/82: SC Riessersee
- Europapokal 1983/84: SC Dynamo Berlin
- Europapokal 1985/86: SB DJK Rosenheim
- Europapokal 1988/89: Kölner EC
- Europapokal 1996: Düsseldorfer EG
- EHL 1999: Eisbären Berlin